# Universal (Michael Schenker Group)
Universal è  il dodicesimo album in studio dei Michael Schenker Group, pubblicato nel 2022.

## Tracce
1. Emergency
2. Under Attack
3. Calling Baal
4. A King as Gone
5. The Universe
6. Long Long Road
7. Wrecking Ball
8. Yesterday is Dead
9. London Calling
10. Sad is the Song
11. Au Revoir

## Formazione

### Ufficiale
- Ronnie Romero - voce
- Michael Schenker - chitarra
- Steve Mann - chitarra, tastiera
- Barend Courbois - basso
- Bodo Schopf - batteria

### Ospiti
- Barry Sparks - basso (tracce 1, 10)
- Derek Sherinian - tastiera (traccia 1,3,4)
- Ralf Scheepers - voce (traccia 2)
- Michael Kiske - voce (traccia 5)